# Sylvester (Georgia)
Sylvester – miasto w Stanach Zjednoczonych, w stanie Georgia, siedziba administracyjna hrabstwa Worth.